# Ambongamarina
Ambongamarina é uma comuna de Madagascar, pertencente ao distrito de Anjozorobe, na região de Analamanga. Sua população, segundo o censo de 2001, era de 12 828 habitantes.